# Opieńka północna

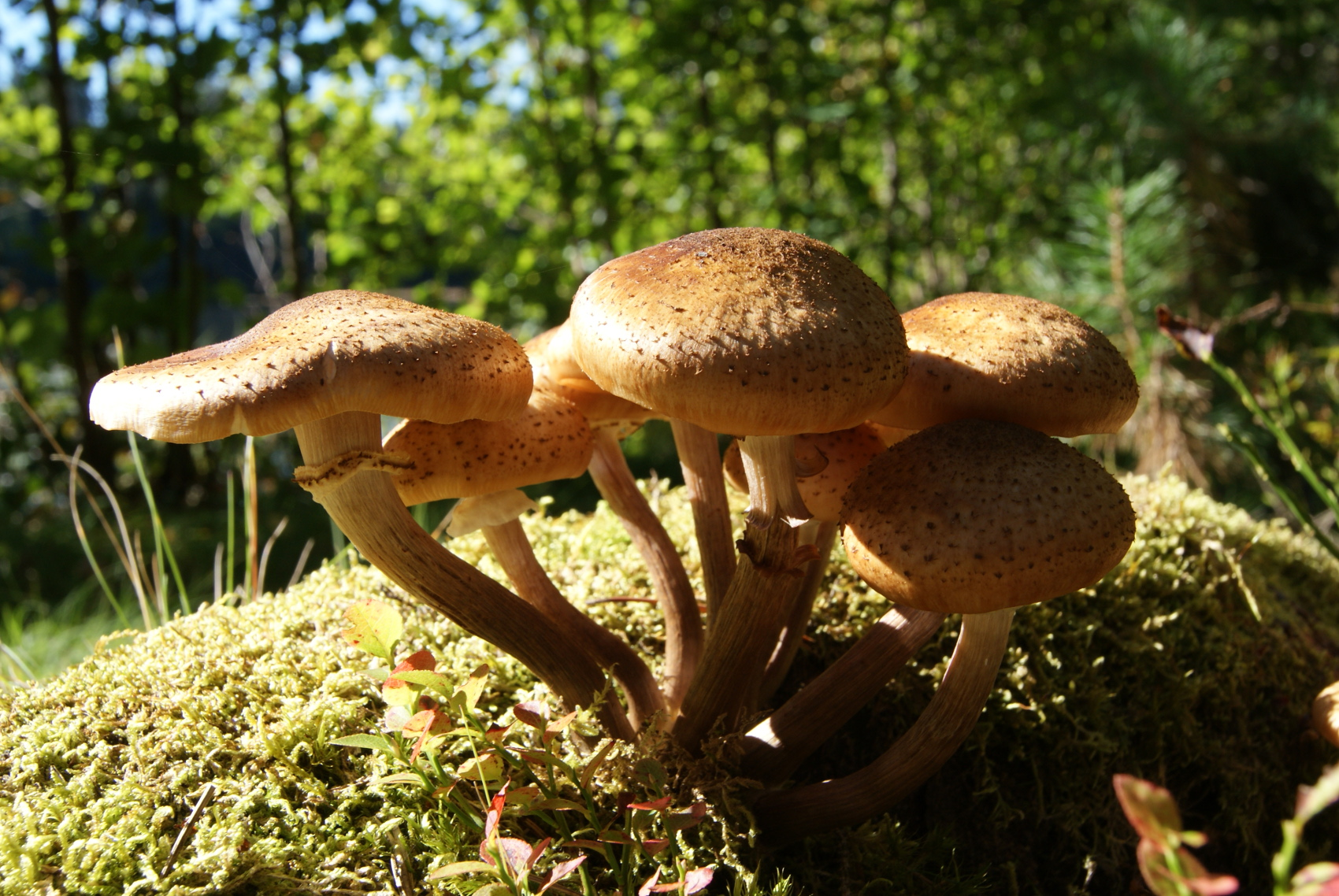

Opieńka północna (Armillaria borealis Marxm. & Korhonen) – gatunek grzybów z rodziny obrzękowcowatych (Physalacriaceae).

## Systematyka i nazewnictwo
Pozycja w klasyfikacji według Index Fungorum: Armillaria, Physalacriaceae, Agaricales, Agaricomycetidae, Agaricomycetes, Agaricomycotina, Basidiomycota, Fungi.
Po raz pierwszy gatunek ten opisały Helga Marxmüller i Kari Korhonen w 1982 r. w Niemczech.
Polską nazwę zaproponował Władysław Wojewoda w 2003 r.

## Morfologia
Kapelusz
Średnica 2–18 cm, u młodych okazów stożkowaty, później wypukły, w końcu płaski, często z szerokim garbem. Powierzchnia pomarańczowo-brązowa, czasem z oliwkowym odcieniem, ciemniejszym brązowym środkiem, pokryta małymi brązowymi spiczastymi łuskami. Jest higrofaniczny; przy suchej pogodzie jaśnieje, poczynając od brzegu.
Blaszki
Przyrośnięte lub nieco zbiegające na trzon, gęste, początkowo prawie białe, potem stopniowo kremowe, na koniec pomarańczowe z rozsianymi brązowymi rdzawymi plamami w okresie dojrzałości.
Trzon
Wysokość 4,5–12 cm, smukły, z maczugowatą podstawą i zwężający się ku wierzchołkowi. Powierzchnia poniżej pierścienia w kolorze kapelusza, powyżej jaśniejsza. Podczas dojrzewania owocnika stopniowo ciemnieje. Są na niej trwałe, żółtawe, wełniste łuski, największe w pobliżu pierścienia i coraz mniejsze w kierunku podstawy. Pierścień trwały, gruby, ale wąski z żółtą krawędzią na dolnej stronie i bez ciemnych plam.
Miąższ
Barwy białej, jędrny.
Cechy mikroskopowe
Podstawki zwykle czterozarodnikowe, maczugowate, ze sprzążkami bazalnymi. Zarodniki elipsoidalne, gładkie, zwykle z rynienkami, 7,5-10 × 5-7 µm, amyloidalne.
Gatunki podobne
Najbardziej podobna jest opieńka miodowa (Armillaria mellea). Zazwyczaj ma znacznie grubszy i trwały pierścień na trzonie. Odróżnia się także mikroskopowo; jej podstawki nie mają sprzążek bazalnych. Łuskwiak nastroszony (Pholiota squarosa) jest również podobny pod względem koloru, ma łuski i rośnie nisko na drzewach liściastych, ale ma stale podwinięty brzeg kapelusza, jego blaszki podczas dojrzewania stają się równomiernie rdzawobrązowe i ma zapach i smak podobny do rzodkiewki.

## Występowanie i siedlisko
Opisano występowanie tego gatunku głównie w Europie i Azji, ponadto podano pojedyncze stanowiska w Afryce i Kanadzie. W. Wojewoda w 2003 r. przytoczył tylko jedno stanowisko w Polsce z uwagą, że występowanie tego gatunku nie jest u nas dokładnie znane. Liczne i bardziej aktualne stanowiska tego gatunku podaje internetowy atlas grzybów. Znajduje się w nim na liście gatunków rzadkich i wartych objęcia ochroną. Prawdopodobnie nie jest rzadki, ale często nie jest odróżniany od podobnych gatunków opieniek, zwłaszcza opieńki miodowej.
Rośnie w lasach na spróchniałych i żywych pniach drzew, zarówno liściastych, jak iglastych, czasami dość wysoko. Preferuje miejsca wilgotne. Owocniki zwykle występują w grupach.

## Znaczenie
Opieńka północna jest saprotofem i pasożytem. Jest grzybem jadalnym. Podobnie jak inne gatunki opieniek, powoduje opieńkową zgniliznę korzeni. Jest to jedna z najgroźniejszych chorób systemów korzeniowych drzew i krzewów i zwykle prowadzi do ich obumarcia.